# Ferdinand de Rothschild
Ferdinand de Rothschild, punim imenom Ferdinand Jakob Anselm von Rothschild (Pariz, Francuska, 17. prosinca 1839. – Waddesdon Manor, Ujedinjeno Kraljevstvo, 17. prosinca 1898.), austrijski barun, britanski bankar, političar i sakupljač umjetnina, židovskog porijekla, rođen u Francuskoj u austrijskoj lozi bogate bankarske obitelji Rothschildi.
Rodio se kao šesto od ukupno osmero djece te kao drugorođeni preživjeli sin u obitelji baruna Anselma Salomona von Rothschilda (1803. – 1874.) i Charlotte Rothschild (1807. – 1859.), iz britanske loze Rothschildovih. Djed mu je bio barun Salomon Mayer von Rothschild (1774. – 1855.), sin Mayera Amschela Rothschilda (1744. – 1812.), osnivača dinastije Rothschild.
Brigu o obiteljskom bankarskom poslu prepustio je većinom najmlađem bratu Albertu Salomonu von Rothschildu (1844. – 1911.), kojem je u poslu donekle pomagao najstariji brat Nathaniel Mayer von Rothschild (1836. – 1905.).
Dana 7. srpnja 1865. godine vjenčao se s Evelinom de Rothschild (1839. – 1866.), kćerkom Lionela de Rothschilda (1808. – 1879.), koja je umrla na porodu, zajedno sa sinom. Unatoč tragičnoj supruginoj sudbini, Ferdinand je ostao živjeti u zemlji svoje supruge i svoje majke Charlotte te je 1874. godine kupio zemljište u Aylesbury Vale, gdje je 1883. godine podignuo ljetnikovac Waddesdon Manor, u kojem je sakupio impresivnu kolekciju umjetnina. Dosta vremena je provodio sa sestrom Alicom Charlottom (1847. – 1922.), kojoj je ostavio imanje u nasljedstvo.
Bio je zastupnik Donjeg doma Britanskog parlamenta od 1885. do svoje smrti, 1898. godine, kao predstavnik Liberalne stranke. Bio je blagajnik Židovskog vijeća od 1868. do 1875. godine, a 1892. godine bio je osnivač i meštar masonske lože Ferdinanda de Rothschilda.